# Isidore Canevale

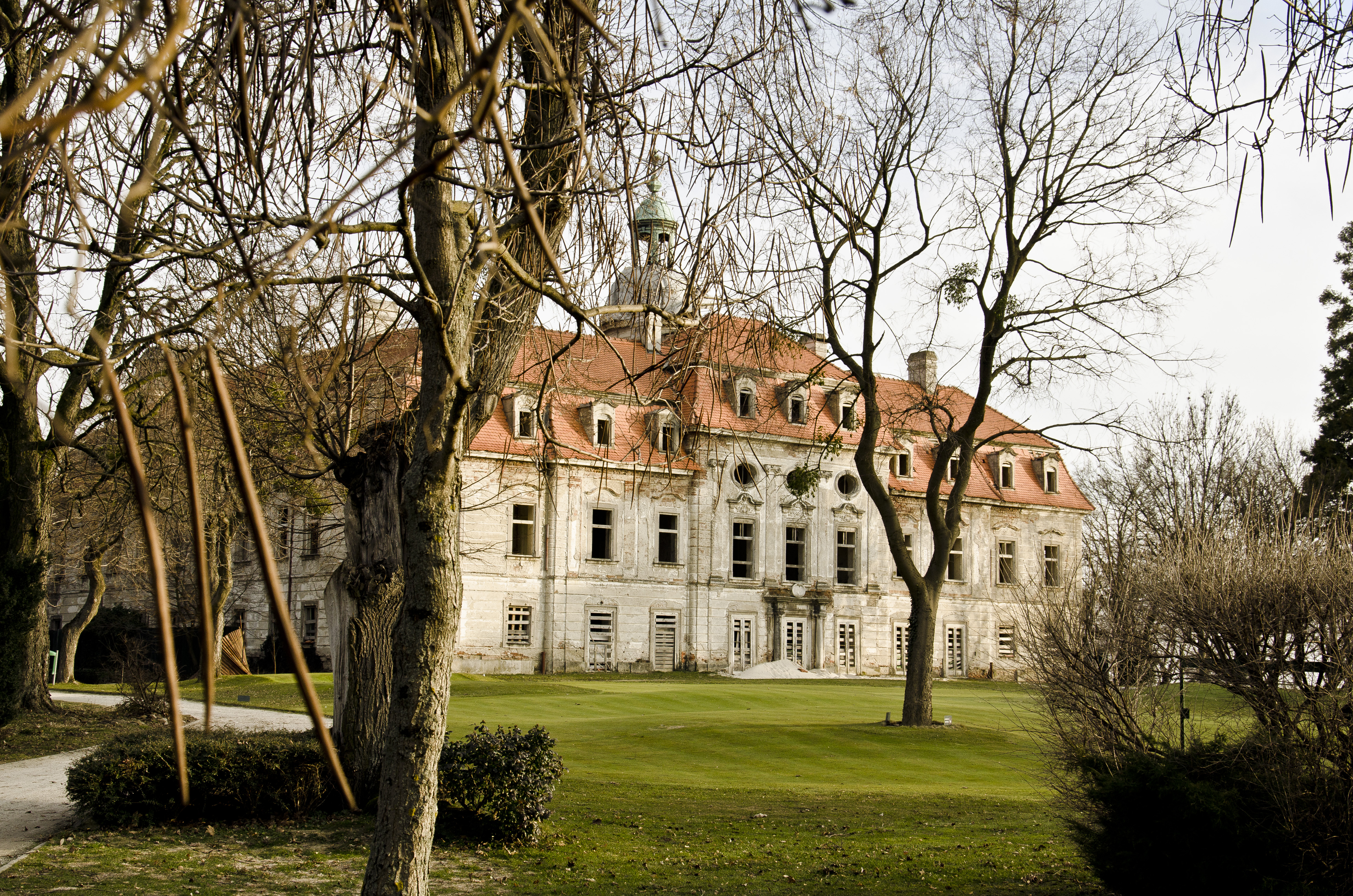
Cseklész, Esterházy-kastély és parkja

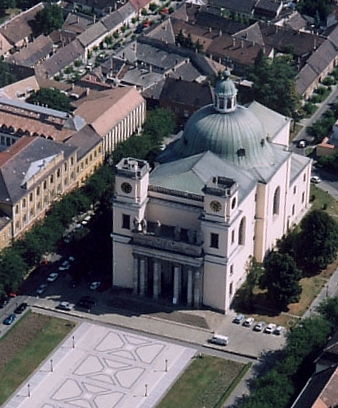
Vác, Székesegyház

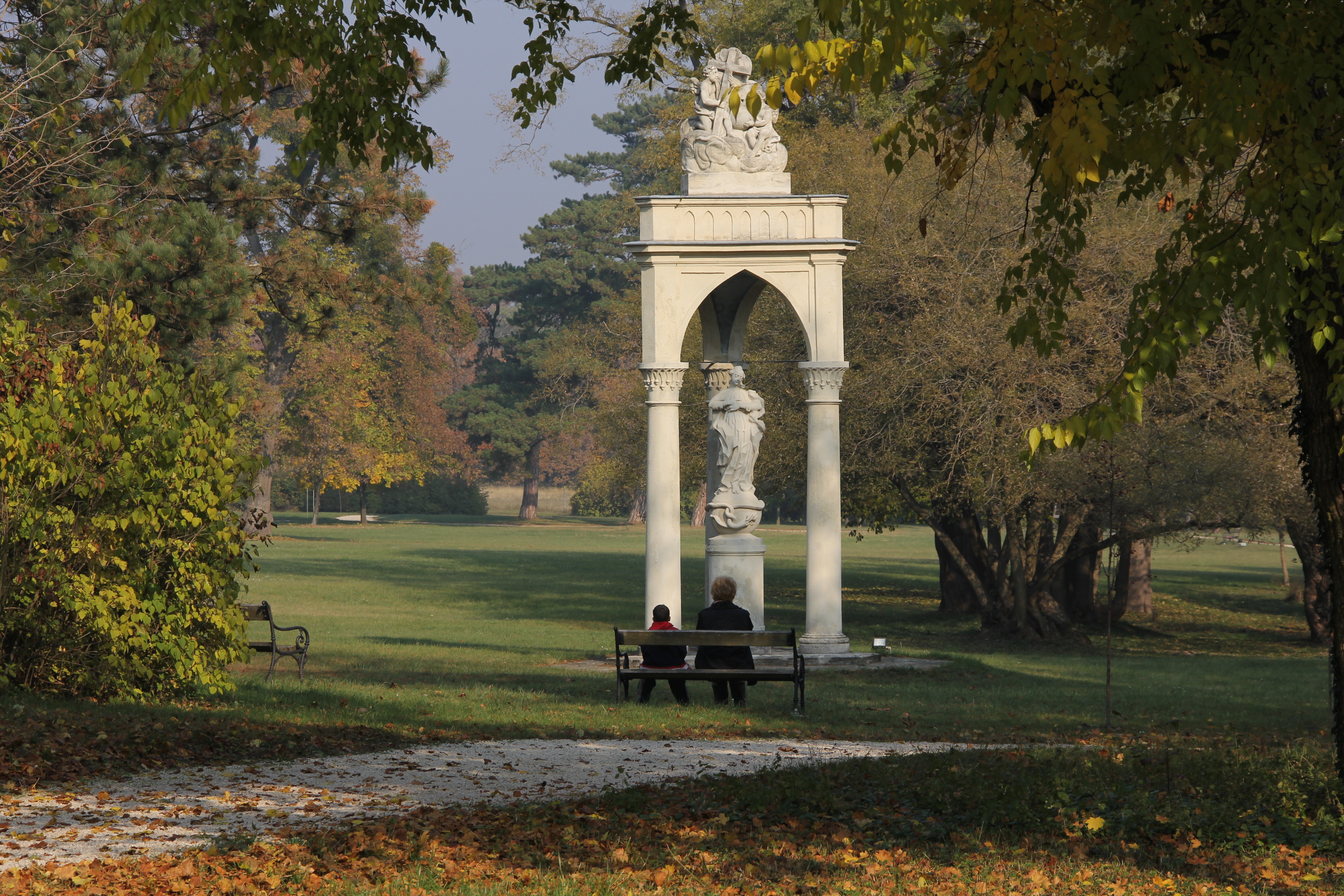
Esterházy kastély parkja, Csákvár

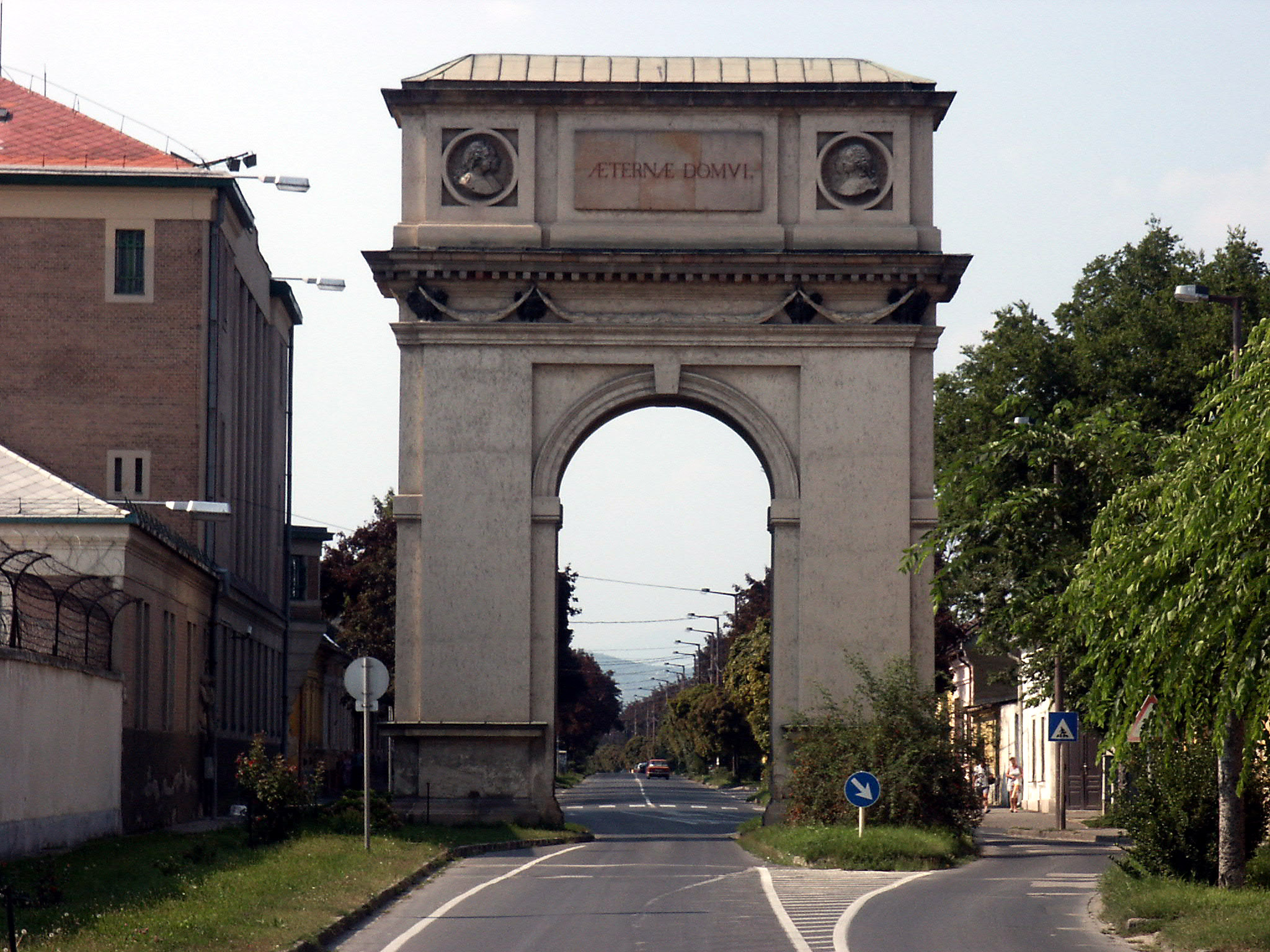
Diadalív, Vác

Isidore Canevale (teljes nevén: Isidore Marcellus Amandus Canevale, illetve Ganneval) (Vincennes (Párizs), 1729 vagy 1730 – Bécs, 1786. november 2.) olasz–francia származású osztrák klasszicista építész, a Canevalle építészcsalád leghíresebb tagja.
A család idősebb, barokk stílusban építő tagjaitól eltérően Isidore a forradalmi építészet jeles képviselője.

## Élete, munkássága
1729-1730 körül született a párizsi Vincennes-ben. 
1753–54-ben a párizsi építészeti akadémián tanult.
1760-ban a kitűnő dekorátor Giovanni Niccolò Servandoni tanítványaként és munkatársaként József főherceg trónörökös és Izabella Bourbon–parmai hercegnő eljegyzése, illetve Mária Terézia trónra lépésének húszéves jubileuma alkalmából utazott Bécsbe, mint az ünnepségek dekoratőre. Ezután végleg Ausztriában telepedett le. Megnősült, majd hamarosan a bécsi arisztokrácia a trónörökös (a későbbi II. József) kedvelt építésze lett.
1765-ben a Liechtenstein hercegi családnál volt építész, majd 1775-ben császári udvari építész lett.
Az 1760–1770-es években alapvetően Magyarországon dolgozott, és ténylegesen csak az 1770-es évek végén települt le Bécsben.
1780 (II. József trónra lépése előtt fő munkája a Paar-palota átalakítása (1779) volt.
Főleg Ausztriában és Magyarországon tevékenykedett. Az elsők között képviselte az európai klasszicizmus szigorúan racionális áramlatát, az úgynevezett forradalmi építészetet. A stílus nevét alkotóinak újszerű, radikális elképzeléseiről kapta. Bécsi munkái:
- az Általános Kórház (Allgemeines Krankenhaus) rekonstrukciója 1783–1784-ben Joseph Gerllel (1734–1798) közösen,[4]
- Bolondtorony,
- Josephsstöckl építése az Augartenben (1780-83),
- Josephinum (Katonai Orvosi Akadémia) (1783–1785),[3]
- a Práter nyaralója,[5]
- a Schönborn-palota homlokzatának átalakítása a Laudongassén,[6][4]

- a schönbrunni kastély néhány terembelsője és a parkban a Tivoli híd,

A Liechtenstein-ház megbízásából dolgozott Morvaországban és Sziléziában is.
Alsó-Ausztriában az ő tervei szerint épült 1778–1780 között Wiener Neudorfban Havas Szűz Mária-plébániatemplom.

### Magyarországon
1761–ben Barkóczy Ferenc hercegprímás bízta meg a középkori esztergomi bazilika, a Bakócz-kápolna és a Várhegy felmérésével, valamint a tereprendezéshez szükséges tervek elkészítésével, egy érseki rezidencia kiépítésével. Esztergomi tervei azonban nem nyerték el Barkóczy tetszését. Az érsek egy új, pompásabb épületegyüttes tervezésével Franz Anton Hillebrandtot bízta meg.

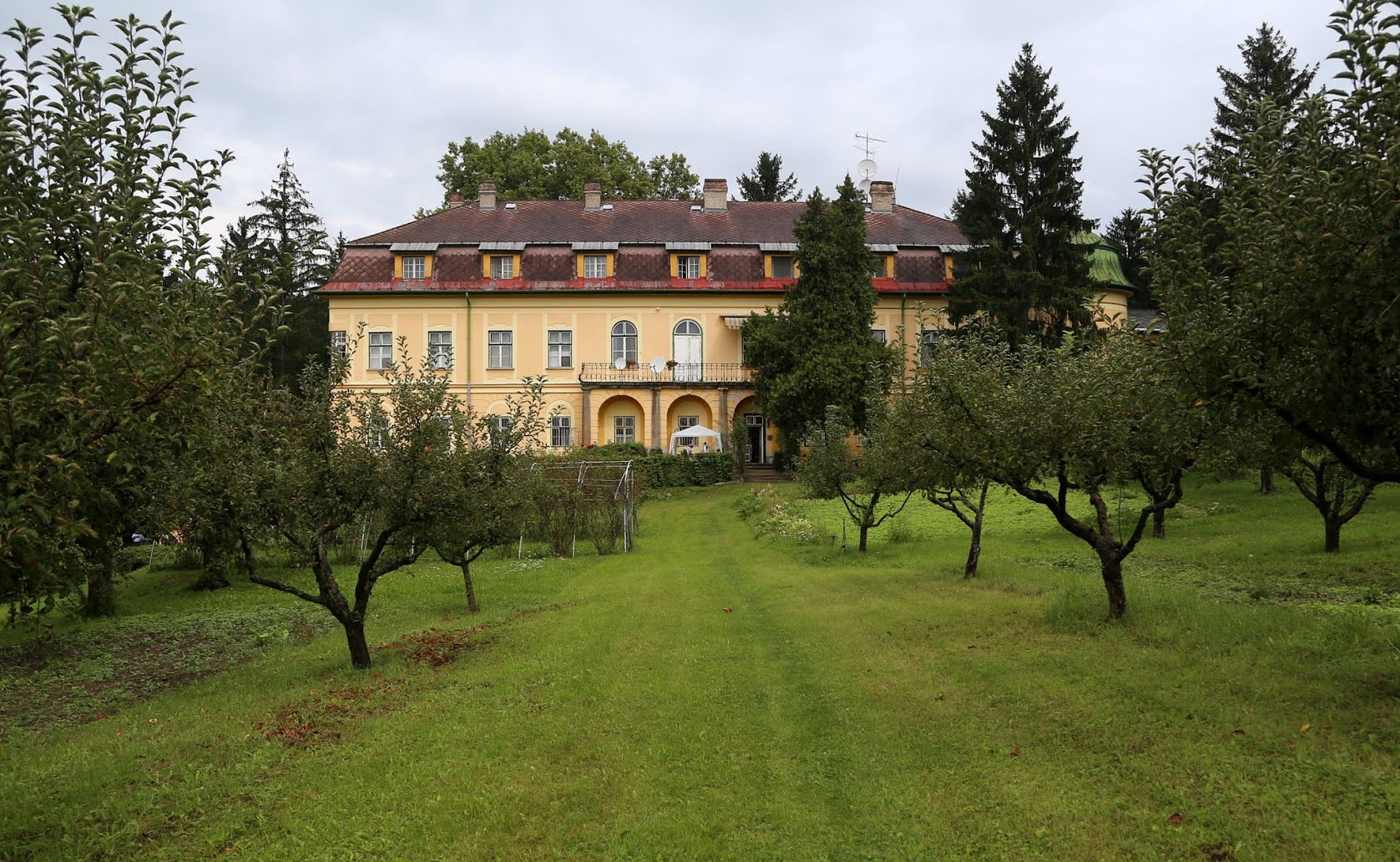
Migazzi kastély, Verőce

Magyarországon első fontosabb munkái közé tartozott a váci székesegyház (1762–77) felépítése, illetve 1764-ben, a császári család látogatásának emlékére antik minták alapján építette fel az egynyílású váci diadalív, melyeket Migazzi Kristóf Antal bécsi érsek, váci püspök rendelt meg.
Az Esterházy család cseklészi és tatai kertjeinek átalakításában is szerepet vállalt, majd 1779-ben Esterházy János terveztette meg vele az új csákvári kastély angolkertjét is.
Az ő tervei szerint építették 1785–1786-ban az építészetileg jelentéktelen, katonai rendeltetésű, poligonális alaprajzú  pesti Újépület (Neugebäude) szigorú és dísztelen tömbjét, amely eleinte kaszárnya, majd 1849 után börtön volt. 1897-ig (amikor is lebontották) a forradalmi építészet legerőteljesebb európai példái és egyúttal a császári önkényuralom leggyűlöltebb jelképei közé tartozott.
Fontos munkájának tartják munkája volt a verőcei Migazzi-kastély átépítését is.